# Gail Stine
Gail Stine (1940–1977) va ser una filòsofa americana especialitzada en epistemologia i filosofia de llengua. Abans de morir als 37 anys, va ser professora de filosofia a la Universitat Estatal de Wayne. Aquesta universitat ara organitza el Gail Stine Memorial Lecture en el seu honor.
Stine es va graduar a la Universitat Mount Holyoke el 1962. Es va doctorar a la Universitat Harvard el 1969 sota la supervisió de Burton Dreben.
Stine era una defensora del contextualisme. La seva obra més coneguda és Skepticism, Relevant Alternatives, and Deductive Closure".